# Estación ballenera Hektor

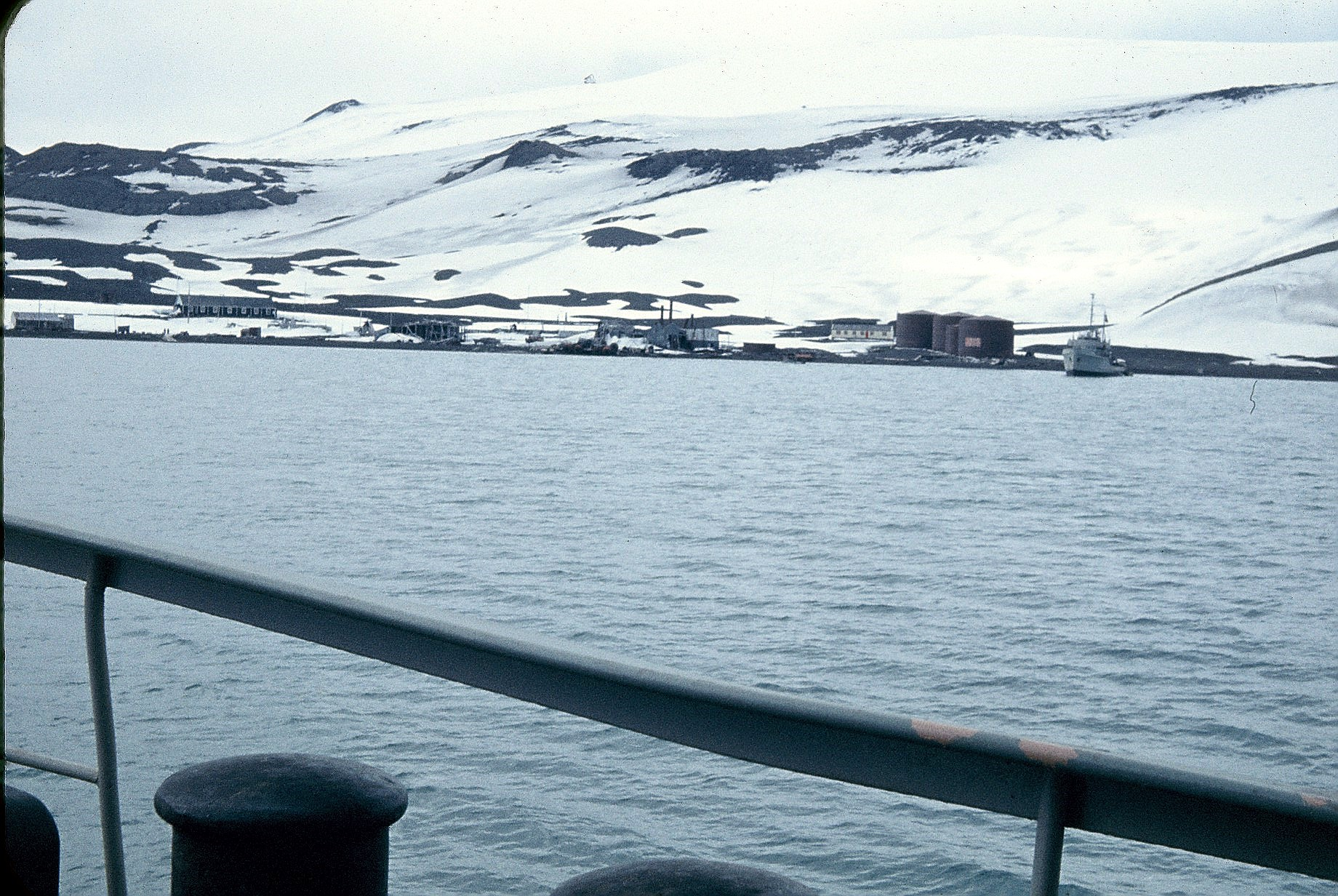
Los restos de la estación ballenera fotografiados en 1957.

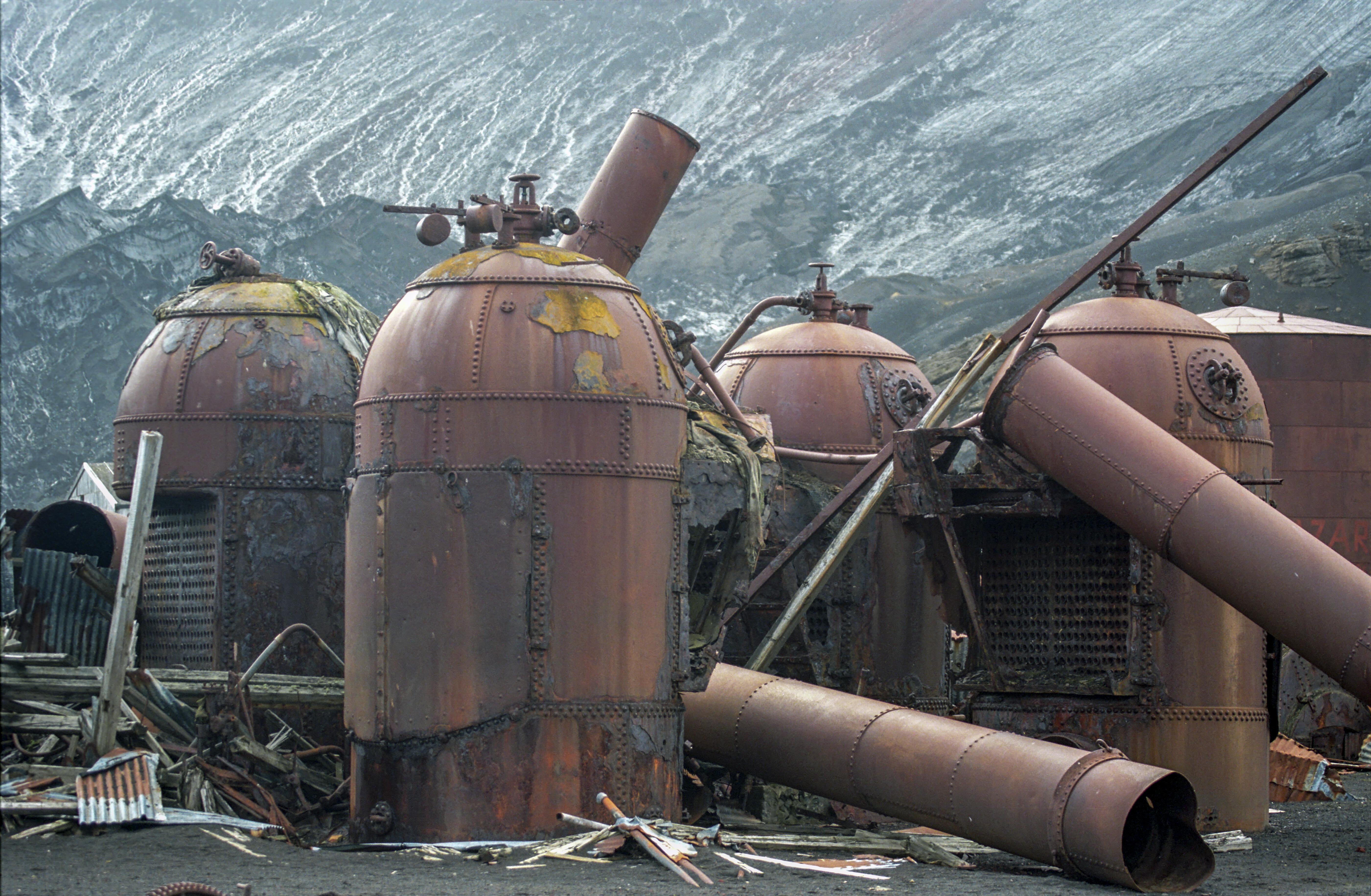
Restos de la estación ballenera Hektor en la isla Decepción.

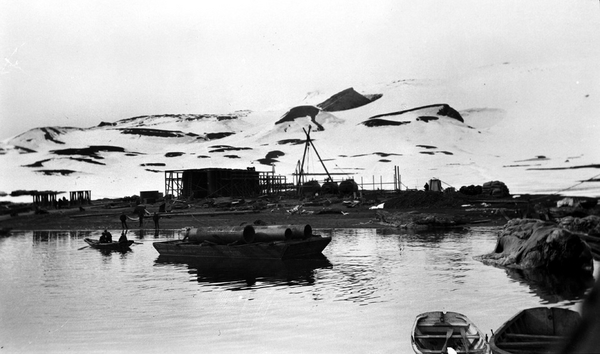
Estación ballenera Hektor en una foto tomada por A. T. Larsen en 1913.

La estación ballenera Hektor (en noruego: Hektor Hvalfangststasjon) fue una factoría ballenera terrestre propiedad de una empresa de Noruega, que se ubicada en la isla Decepción de las Shetland del Sur en la Antártida.

## Historia
En 1911 la empresa Hvalfangerselskabet Hektor A/S basada en Tønsberg en Noruega consiguió una concesión de las autoridades del Reino Unido en las islas Malvinas para establecer una estación terrestre en la bahía Balleneros de la isla Decepción. El propósito de la factoría era explotar los cadáveres de ballenas que hasta entonces no eran utilizados por los barcos factorías y se los arrojaba por la borda desperdiciando la posibilidad de extracción de aceite a partir de su carne. Los derechos de concesión incluían operar una estación en tierra en la isla Decepción, así como el derecho a un buque factoría flotante y dos barcos balleneros.
La estación fue creada con edificios que fueron llevados desde Noruega. Mientras que la grasa de ballena se procesaba a bordo de los barcos factorías, los cadáveres de las ballenas se hervían en la estación en tierra y el aceite se almacenaba en tanques de hierro de gran tamaño. Además, se producía guano. La actividad completa en la planta no se logró hasta 1919.
La instalación consistía en calderas para producir vapor para hervir los restos de las ballenas, cuatro tanques para almacenar el aceite, una carpintería, talleres, línea de molienda, dos almacenes, una fábrica de guano, embarcadero, muelle flotante, dormitorios, cocina, hospital, estación de radio, un pequeño ferrocarril manual, y criaderos de ganado porcino. Además, en 1914 se estableció una casa para el magistrado británico permanente, llamada The Magistrate’s Villa o The Magistrate’s House.
La estación ballenera Hektor fue cerrada en abril de 1931 como resultado de menores precios para el aceite de ballena, así como las innovaciones técnicas que permitieron la caza pelágica de cetáceos. Desde entonces la isla quedó deshabitada.

### Las instalaciones de la estación como objeto de disputas territoriales
Decepción permanecía deshabitada desde hacía una década cuando en marzo de 1941 el barco británico HMS Queen of Bermuda fue enviado a destruir los depósitos de carbón y tanques de aceite de la abandonada estación ballenera de la Hvalfangerselskabet Hektor A/S, entonces renombrada Aktieselskabet Hektor Whaling Company, para prevenir su posible uso por Alemania durante la Segunda Guerra Mundial.
Argentina realizó en la isla Decepción su toma de posesión formal del territorio continental antártico entre los 25° y 68° 34" oeste el 8 de febrero de 1942, mediante el depósito de un cilindro que contenía un acta y el pintado de una bandera argentina sobre las paredes de la Hektor Hvalfangststasjon. El acto fue realizado por una expedición al mando del capitán de fragata Alberto J. Oddera en el transporte ARA 1° de Mayo. El 8 de enero de 1943 personal del barco británico HMS Carnarvon Castle destruyó las evidencias de la toma de posesión argentina, borró la bandera pintada, dejó escrito que la construcción era de propiedad del Gobierno británico y envió a Buenos Aires el acta. El ministro de Relaciones Exteriores argentino replicó que su país consideraba sus derechos antárticos como herencia de España. El 5 de marzo de ese año el ARA 1° de Mayo removió la bandera británica y repintó en las paredes los colores argentinos.

### Base B
Luego de los incidentes con Argentina el Reino Unido envió en el marco de la Operación Tabarín los barcos HMS Williant Scoresby y SS Fitzroy, que el 3 de febrero de 1944 establecieron una base permanente en la isla, la Base B Isla Decepción (Station B — Deception Island) en la bahía Balleneros, removiendo nuevamente la bandera argentina. La base utilizó inicialmente los edificios de la estación ballenera Hektor, que incluían un dormitorio transformado en edificio principal llamado Bleak House, que se incendió y destruyó el 8 de septiembre de 1946. Otro antiguo dormitorio fue también utilizado, recibiendo el nombre de Biscoe House, junto con el edificio llamado The Magistrate’s Villa para uso como almacén.
Las erupciones volcánicas del 4 de diciembre de 1967 y del 21 de febrero de 1969 causaron daños importantes y dieron lugar a que el Reino Unido evacuara la base.

## Sitio y Monumento Histórico
Las instalaciones británicas fueron limpiadas en las temporadas de 1990-1991 y 1991-1992, mientras que el remanente de la factoría ballenera noruega, los restos de la Base B y el cementerio de balleneros fueron designados el 19 de mayo de 1995 Sitio y Monumento Histórico SMH 71: Bahía Balleneros bajo el Tratado Antártico a propuesta y gestión de Chile y Noruega.
Todavía existen cuartos de los trabajadores y la casa del magistrado, además de varias calderas y otros equipos. También se conserva un almacén, dos botes de remos, un muelle flotante, etc.